# شولاخ
شولاخ (به آلمانی: Schollach) یک منطقهٔ مسکونی در اتریش است که در ناحیه ملک واقع شده‌است. شولاخ ۸۹۹ نفر جمعیت دارد.